# Orphilinae
Orphilinae là một phân họ bọ cánh cứng bao gồm 2 chi: Orphilodes và Orphilus. Nó được John Lawrence LeConte miêu tả năm 1861.